# Muchanawa
Muchanawa (biał. Муханава; ros. Муханово, Muchanowo) – wieś na Białorusi, w obwodzie witebskim, w rejonie orszańskim, w sielsowiecie Piszczaława.